# Genrik Pavliukianec
Genrik Pavliukianec (17 de junio de 1976) es un deportista lituano que compitió en golbol. Ganó cuatro medallas en los Juegos Paralímpicos de Verano entre los años 2000 y 2020.

## Palmarés internacional
| Juegos Paralímpicos | Juegos Paralímpicos     | Juegos Paralímpicos | Juegos Paralímpicos |
| Año                 | Lugar                   | Medalla             | Competición         |
| ------------------- | ----------------------- | ------------------- | ------------------- |
| 2000                | Sídney (Australia)      | Medalla de plata    | Torneo masculino    |
| 2008                | Pekín (China)           | Medalla de plata    | Torneo masculino    |
| 2016                | Río de Janeiro (Brasil) | Medalla de oro      | Torneo masculino    |
| 2020                | Tokio (Japón)           | Medalla de bronce   | Torneo masculino    |